# 国际野生动物摄影年赛
国际野生动物摄影年赛（英語：Wildlife Photographer of the Year）是一项始于1965年的野生动物摄影比赛，目前是全世界规模最大、影响力最强的野生动物摄影赛事。
1965年，BBC旗下的《动物杂志》（后来改名《BBC野生动物》）创立了这项比赛。1984年起，自然史博物馆与《BBC野生动物》共同主办此项赛事。1987年起，获奖摄影作品在全球范围内巡回展览。